# Sojus TMA-04M
Sojus TMA-04M ist eine Missionsbezeichnung für einen Flug des russischen Raumschiffs Sojus zur Internationalen Raumstation. Im Rahmen des ISS-Programms trägt der Flug die Bezeichnung ISS AF-30S. Es war der 30. Besuch eines Sojus-Raumschiffs an der ISS und der 136. Flug im Sojusprogramm.

## Besatzung

### Hauptbesatzung
- Gennadi Iwanowitsch Padalka (4. Raumflug), Kommandant, (Russland/Roskosmos)
- Sergei Nikolajewitsch Rewin (1. Raumflug), Bordingenieur, (Russland/Roskosmos)
- Joseph Michael Acaba (2. Raumflug), Bordingenieur, (USA/NASA)

### Ersatzmannschaft
- Oleg Wiktorowitsch Nowizki (1. Raumflug), Kommandant, (Russland/Roskosmos)
- Jewgeni Igorewitsch Tarelkin (1. Raumflug), Bordingenieur, (Russland/Roskosmos)
- Kevin Anthony Ford (2. Raumflug), Bordingenieur, (USA/NASA)

## Missionsbeschreibung
Die Mission brachte drei Besatzungsmitglieder der ISS-Expeditionen 31 und 32 zur Internationalen Raumstation. Das Sojus-Raumschiff löste Sojus TMA-22 als Rettungskapsel ab.
Ursprünglich sollte die Mission am 30. März 2012 starten. Allerdings wurde bei Dichtigkeitstest im Energija-Werk Koroljow die Wiedereintrittskapsel des Sojus-Raumschiffs stark beschädigt. Man entschied, das komplette Raumschiff mit der Seriennummer 704 auszusondern und die Herrichtung des eigentlich für Sojus TMA-05M vorgesehenen Raumschiffs zu beschleunigen. Dadurch verschob sich der nächstmögliche Starttermin von Sojus TMA-04M auf den 15. Mai 2012. Das ursprüngliche Raumschiff wurde mit einer neuen Landekapsel versehen und mit der Seriennummer 704A beim Raumflug Sojus TMA-07M eingesetzt.
Sojus TMA-04M startete dann problemlos am 15. Mai 2012 um 3:01 UTC von der Startrampe 1 des Kosmodroms Baikonur zur ISS. Zwei Tage später koppelte das Raumschiff um 4:36 UTC in einer Rekordhöhe von 399 Kilometern am russischen Miniforschungsmodul Poisk an.
Die Abkopplung von der ISS erfolgte am 16. September 2012 um 23:09 UTC. Dies markierte das Ende der ISS-Expedition 32 und den Beginn der Expedition 33. Die Landung in Kasachstan erfolgte etwa vier Stunden später am 17. September 2012 um 02:53 UTC. Mit diesem Flug hatte Padalka insgesamt 711 Tage im All verbracht, nur Sergei Krikaljow mit 803 Tagen, Alexander Kaleri mit 769 Tagen und Sergei Awdejew mit 747 Tagen haben noch mehr Weltraumerfahrung als er.